# Coenotephria pervagata
Coenotephria pervagata är en fjärilsart som beskrevs av Hugo Theodor Christoph 1880. Coenotephria pervagata ingår i släktet Coenotephria och familjen mätare. Inga underarter finns listade i Catalogue of Life.